# Universitas Multimedia Nusantara

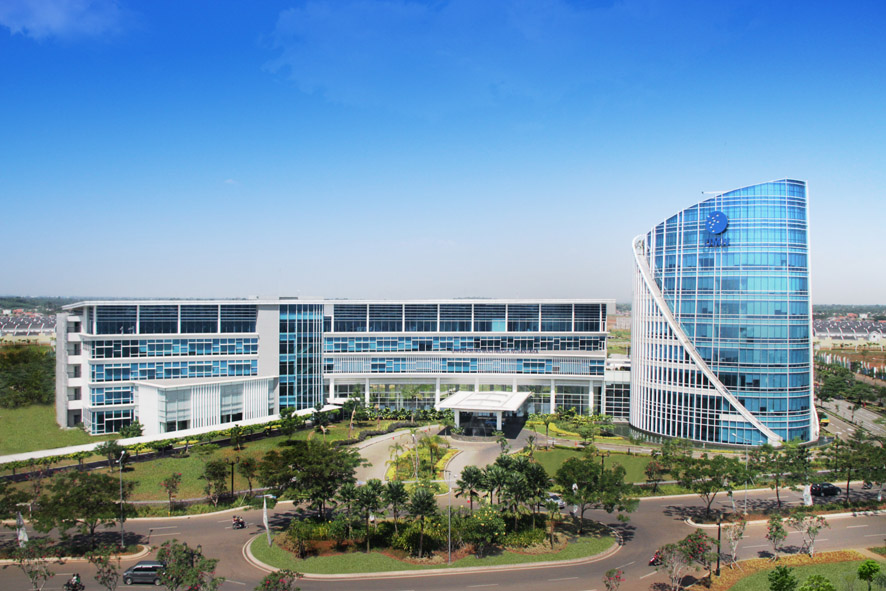
Universitas Multimedia Nusantara

Universitas Multimedia Nusantara (UMN) is een particuliere Indonesische universiteit.
De universiteit werd in november 2006  opgericht op initiatief van de Kompas Gramedia Groep en maakte daarna een snelle groei door. Zij richt zich in het bijzonder op informatie- en communicatietechnologie (ICT). De universiteit telt vier faculteiten, namelijk communicatie, kunst en vormgeving, ICT en bedrijfseconomie. Aan het begin van het studiejaar 2009/2010 werd een nieuw gebouw in Tangerang in gebruik genomen.